# 克扎德拉湖
58°2′40″N 35°13′55″E / 58.04444°N 35.23194°E
克扎德拉湖（俄语：Кезадра），是俄羅斯的湖泊，位於該國西北部特維爾州，由烏多姆利亞區負責管轄，長6.6公里、寬1.32公里，面積8.7平方公里，海拔高度166米。